# Die Hochzeit zu Kana
Die Hochzeit zu Kana ist ein Gemälde zum Thema der Hochzeit zu Kana, des italienischen Malers Paolo Caliari, genannt Veronese, das dieser 1563 vollendete. Veroneses Die Hochzeit zu Kana gehört zu den monumentalsten Gemälden zu diesem Thema. Mit seiner Größe von 6,66 × 9,90 m ist es eines der größten Bilder, die je auf Leinwand geschaffen wurden. Das Gemälde diente der Gestaltung der Rückwand des Refektoriums des venezianischen Klosters San Giorgio Maggiore. Unter Napoleon wurde das Bild 1797 geraubt und nach Paris gebracht, es ist heute im Louvre zu besichtigen.
Die Hochzeit zu Kana ist eine Erzählung aus dem Evangelium nach Johannes (Joh 2,1–12 ), in welcher Jesus Wasser in Wein verwandelt. Sie ist von verschiedenen Malern als Motiv aufgegriffen worden.
Am 11. September 2007, 210 Jahre nach dem Tag seiner Verschleppung nach Paris, wurde ein Faksimile des Bildes an seinem Bestimmungsort im Refektorium von San Giorgio Maggiore installiert.

## Das Gemälde
Die Hochzeit zu Kana ist bei Veronese ein opulent ausgerichtetes Festmahl: In der Mitte der Tafel sitzt Jesus, seine Mutter, die zu den Festgästen gesagt hat, „tut was er Euch sagt“ und die Jünger ihm zur Seite, in der rechten Ecke sind die Auftraggeber des Malers, die Benediktinermönche des Klosters San Giorgio, im Bild. Doch geht das Gemälde weit über das biblische Motiv hinaus: Veronese hat auch die Bediensteten in Szene gesetzt, die das Festmahl zubereiten, und gewährt einen Ausblick auf die Architekturideale seiner Zeit, eine antikische Stadtlandschaft mit Säulen, hochherrschaftlichen Gebäuden und einem zeitgenössischen Campanile im Stile der Renaissance. Überhaupt scheint das Wunder, Wasser in Wein zu verwandeln, eine eher nebensächliche Rolle zu spielen, die Gäste sind nicht auf eine bestimmte Situation konzentriert, sondern scheinen sich über ganz verschiedene Dinge zu unterhalten. Lediglich im rechten Teil des Bildes gibt es den Hinweis auf das biblische Motiv: Es werden Amphoren umgefüllt und der Majordomus betrachtet prüfend den Wein in seinem Glas.

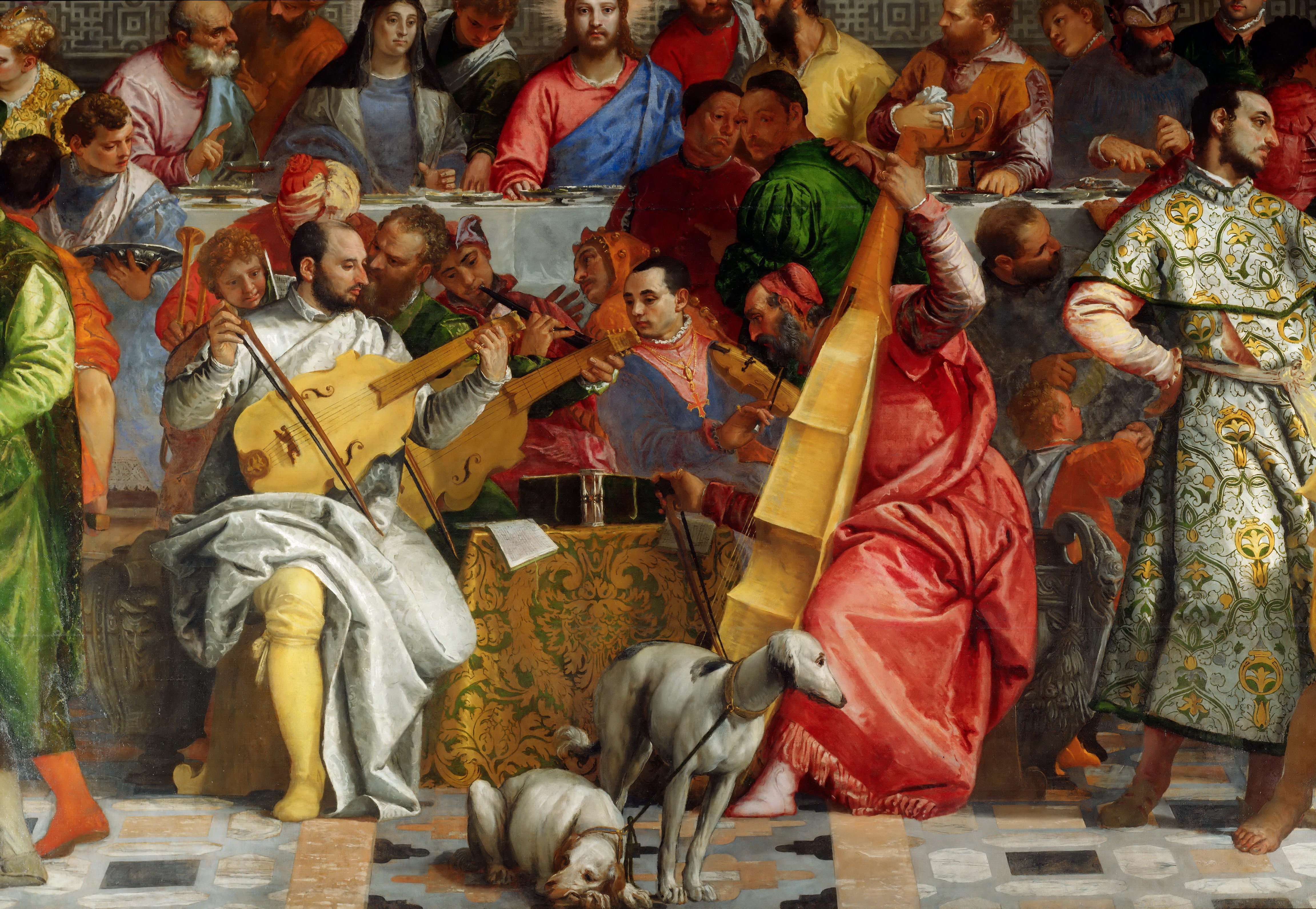
Die Musiker, die das Hochzeitsfest zu Kana musikalisch umrahmen

Im Vordergrund spielen Musiker auf. Neben dem in den Hintergrund versetzten Zinkenspieler fallen die drei Musiker mit den Saiteninstrumenten besonders auf. Der Kunsthistoriker A. H. Zanetti stellte 1771 die Vermutung auf, dass Veronese dort sich selbst sowie zwei weitere berühmte Maler porträtiert hat: Er ist der Musiker im hellen Gewand, links sitzend, in der Mitte soll es sich um Tintoretto handeln und der ältere Mann im roten Gewand soll Tizian sein. Einen Hinweis auf die Richtigkeit dieser Annahme gibt das Bild selbst: Zwischen dem als Veronese ausgemachten Musiker im hellen Gewand und dem Majordomus gibt es eine große Ähnlichkeit. Bei dem Majordomus ist wiederum sicher, dass Veronese mit ihm seinen Bruder Benedetto Caliari im Bild verewigt hat.
Bei näherer Betrachtung Marias fällt auf, dass Maria scheinbar etwas in der linken Hand umfasst hält, dieser Gegenstand ist jedoch nicht auf dem Bild sichtbar. Über die Deutung dessen ist man sich nicht im Klaren. Es kann jedoch davon ausgegangen werden, dass Maria auf zur Neige gehenden Wein hinweist, da deren Hand gebogen ist, als umfasse sie einen (fehlenden) Becher Wein.